# Moc de Sidó
Mocos o Moc (grec antic: Μωχός, llatí: Mochus) fou un escriptor fenici nadiu de Sidó, d'existència semillegendària i autor d'una obra sobre la història de Fenícia, treball que fou esmentat per Ateneu, que l'anomena Mosc (Μοσχός), mentre que la Suïda l'anomene Ocos (Ὠχός).
Estrabó diu que fou l'autor de la teoria atòmica i que vivia abans de la guerra de Troia, però això darrer no és raonable, de manera que es desconeix l'època en què hauria viscut. En parlen altres autors com Flavi Josep, Tacià i Eusebi Escolàstic.